# Gladia Angeli
Gladia Angeli Gladys Angeli Belghesini (Genova, 27 ottobre 1919 – Genova, 29 novembre 1993) è stata una scrittrice, poetessa, giornalista promotrice culturale italiana.

## Biografia
Nasce in una famiglia di artisti. Il bisnonno Luigi Paravella, violinista, nella seconda metà dell'Ottocento, radunava nella sua casa genovese di via Assarotti i primi orchestrali del Teatro Carlo Felice. Il padre Bernardo Ruggero Angeli autore di musiche, scenografo e collaboratore di giornali genovesi fu autore di commedie di teatro dialettale genovese,, la madre Anita Cazzulo fu pittrice di acquarelli.
Compie gli studi al liceo musicale Gasparini di Genova e studia pianoforte prima al Conservatorio Niccolò Paganini di Genova e poi al Conservatorio Giuseppe Verdi di Torino dove, nel 1936, consegue il diploma di decimo anno sotto la guida del maestro Franco Alfano. Segue corsi di perfezionamento per concertista sotto la guida di Vlado Vuletin (allievo di un allievo di Liszt). Studia canto con il maestro Lucignani.
Parallelamente agli interessi musicali coltiva quelli letterari e a quindici anni inizia a pubblicare novelle, poesie e filastrocche per bambini su Il cantastorie vagabondo, rivista mensile dell'Ente Italiano per le Audizioni Radiofoniche di Genova che trasmette per radio le sue poesie.
Nel 1938 collabora con novelle a Piccola fata e al Corriere Mercantile.

Nel 1939, invitata da Filippo Tommaso Marinetti, presenta le sue poesie al Teatro Chiabrera di Savona e ai Circoli della stampa di Genova e Milano. 

Dopo il bombardamento navale di Genova del 9 febbraio 1941, si rifugia con la famiglia in una casa nella baia del silenzio a Sestri Levante. Questa cittadina, alla quale rimarrà sempre legata, è fonte di ispirazione per una serie di poesie e racconti ed è teatro di ambientazione per alcuni brani del suo romanzo Il paese che viene dal mare.

In quel periodo conosce Giovanni Descalzo
La sua amicizia con Virgilio Brocchi, Elio Balesteri, Giovanni Descalzo e Silvio Giovaninetti è determinante per la sua formazione letteraria.
Nel 1942 il Corriere del Tirreno di Livorno pubblica a puntate il suo primo romanzo Pagine segrete di una donna. Di quest'opera Dino Passetti nel 1981 su Futurismo oggi ha scritto: "...se un giorno, dopo l'anno duemila, qualcuno eternerà in un'erma di alluminio o tungsteno (il bronzo non sarà più di moda) il volto e il nome di Gladia Angeli, autrice delle Pagine segrete di una donna e in seguito di romanzi, poesie, inchieste giornalistiche, saggi artistici e musicali, ci sarà forse qualcuno che dirà: "In fondo la sua opera migliore resta quel diario epistolare immaginato da lei ancora prima dei suoi vent'anni".."
Nel 1948 con il romanzo Tutto può continuare nell'ombra vince il Premio Genova, in quella circostanza Agostino Pastorino scrive su Il Lavoro di Genova: "...se questo romanzo ci fosse venuto da un paese straniero, si può essere certi che si vorrebbe vedere un libro di eccezione, un'opera che incanta il lettore e che bisogna assolutamente leggere. L'Angeli, con questo romanzo, si mette senz'altro in uno dei migliori posti fra i narratori d'oggi."
Alla sua attività di romanziera intervalla l'attività giornalistica per la quale cura inchieste, critiche cinematografiche, teatrali e d'arte, rubriche di viaggio, moda, arredamento e posta letteraria sul Sentiero di Livorno, posta con i lettori su L'avvenire del mezzogiorno, mentre su La voce di Calabria e Il giornale di Tripoli cura la rubrica Il cantuccio di Gladia.
Dal 1938 al 1974 collabora scrivendo novelle, articoli e interviste sui quotidiani:

Corriere del Tirreno di Livorno, Carlino sera di Bologna, Il Gazzettino di Venezia, La Tribuna di Roma, Il Mattino di Napoli, Il piccolo di Trieste, Quotidiano sardo di Cagliari, Corriere dell'isola di Sassari, Gazzetta di Modena, Ultimissime e Corriere di Sicilia di Catania, La sera di Firenze, Il Tirreno e Il Telegrafo di Livorno, Carlino sera di Bologna, Gazzettino sera di Venezia, Il lavoro nuovo, L'Ora di Palermo, Gazzetta di Parma, Corriere Lombardo di Milano, Paese Sera di Roma.
Nel 1949 è inviata speciale per la Gazzetta di Modena al Festival del film Locarno, nel 1953 è direttore della redazione italiana della rivista Unframonde di Parigi. Nel 1955 è corrispondente esclusiva da Italia e Francia per il Corriere di Tripoli, negli anni sessanta è vice direttore del Giornale di Caserta, nel 1961 il Comitato premi nazionali Caserta intitola al suo nome il Premio Nazionale di giornalismo.
Numerosissima è la sua produzione di racconti, novelle e poesie, pubblicati regolarmente dal 1938 agli anni ottanta su quotidiani e periodici, sulle riviste del gruppo Mondadori: Piccola fata, Grazia, Gioia, Grand Hotel; sui periodici del gruppo edizioni Vitagliano di Milano: Tu ed io, Le vostre novelle, Festival, Hollywood, Film, sulle riviste delle edizioni Liguria di Savona: Arte e Stampa, Liguria e sul Meridiano di Roma.
Dal 1947 al 1974 ha avuto collaborazioni all'estero, su Corriere del Ticino e Cenobio di Lugano, Journal di Losanna, Corriere degli italiani e Illustrazione Ticinese di Basilea, Corriere di Tripoli, Corriere dell'Eritrea di Asmara, Triunfo di Madrid, Unframonde e Penaroya di Parigi, A lampada di S. Paulo (Brasile).
Sue novelle sono state tradotte dallo scrittore brasiliano Reis Perdigao e pubblicate sul Correiro de noite.

I suoi romanzi La vertigine e Lettere d'amore di Hanna K sono stati tradotti in francese da Anne Benielli Vallecalle della Académie française.
Ha pubblicato articoli con gli pseudonimi di: Sigrid Larson, Mariana de Vidal, Hanna Chopin, Maila Meritainen, Anna Marlena, Scorpius.
Ha svolto attività di critica d'arte, suoi testi sono pubblicati sulle enciclopedie Comanducci e Bolaffi e su varie monografie d'arte di pittori italiani, ha presentato a catalogo numerosi pittori.
Nel 1971 ha iniziato con il marito, il pittore Mario Belghesini, l'attività di gallerista inaugurando a Genova, con una mostra di pitture e sculture di Mario Porcù la galleria Coin d'art dove, fino al 1984, ha organizzato mostre di pittori e scultori italiani.

La sua galleria è stata anche sede di conferenze e dibattiti artistico letterari ai quali sono intervenuti tra gli altri: Liana Millu, Edoardo Guglielmino, Margherita Carosio, Rina Gaioni, Carlo Sirtori, Cesare Viazzi.
Nel 1973 ha fondato la rivista Le Stagioni che ha diretto fino al 1978 e alla quale hanno collaborato firme quali: Liana Millu, Edoardo Guglielmino, Vittorio G.Rossi, Carlo Sirtori, Dino Passetti, Tullio Cicciarelli, Agostino Capocaccia, Guglielmina Setti, Aidano Schmuckher, Leonida Balestreri e sulle cui pagine si è occupata di informazione, corrispondenze dall'estero ed ha presentato attività culturali genovesi e personalità liguri che, in vari campi, hanno svolto la loro attività nel mondo.
È morta il 29 novembre 1993. Ha lasciato incompiuto il romanzo Il paese che viene dal mare, opera nella quale la protagonista Mària ha parecchi risvolti autobiografici, e di cui il 27 dicembre 1991 il quotidiano La Gazzetta di Parma ha pubblicato il brano Non fu più Natale.

## Opere
Romanzi
- Pagine segrete di una donna, prima parte pubblicata a puntate, Livorno, Corriere del Tirreno, 1942; seconda parte pubblicata a puntate, Parma, Gazzetta di Parma,1955
- Appunti non più segreti, pubblicato a puntate, Bologna, Carlino sera, 1942
- Tutto può continuare nell'ombra, Bologna, ed. Cappelli, 1948
- Una donna, pubblicato a puntate, Lugano, Corriere del Ticino, 1949
- Lo smeraldo di Ingalill, pubblicato a puntate, Milano, Tu ed io, 1949
- La vertigine, Genova, Raccagni, 1950
- Lettere d'amore di Hanna K., pubblicato a puntate, Palermo, L'Ora, 1952
- I binocolo alla rovescia, pubblicato a puntate, Lodi, Corriere dell'Adda, 1984

Monografie
- L'ideale femminile nella scultura, Lugano, ed. Cenobio
- Adelina Zandrino, Lugano, ed. Cenobio

Raccolte di poesie
- Antologia di poesia contemporanea, Milano, ed. Gastaldi, 1940
- Documentario di poesie, Milano, ed. Quaderni di poesia, 1940
- Documentario di letteratura contemporanea, Milano, ed. Quaderni di poesia, 1940
- Quaderni di poesia, Milano, ed. Gastaldi, 1941
- Voci nuove, ed. Torino, 1947
- Lerici Pea. La Spezia, ed. Carpena, 1968
- Fiori d'ombra, illustrazioni di Adelina Zandrino, Genova, ed. Le Stagioni, 1972
- La rosa blu, illustrazioni di Simonetta Belghesini, ed. le Stagioni, 1973

Premi
- Premio Genova per il romanzo Tutto può continuare nell'ombra, 1948
- Premio Boccadasse, Lauro d'oro, 1950
- Premio Caserta per il racconto, 1958
- Premio Caserta per la poesia, 1960
- Medaglia d'oro del Senato della Repubblica per l'attività giornalistica, 1964
- Lerici Pea, La Spezia, 1968
- Premio Levanto per la cultura, 1973